# Castello di Montecchio Emilia
Il castello di Montecchio è stato un edificio difensivo sito a Montecchio Emilia, in provincia di Reggio Emilia.

## Storia
In un documento del 1114, firmato da Matilde di Canossa, vi è il primo riferimento al castello che, data la sua posizione strategica, a ridosso del corso dell'Enza, svolgeva un'importante funzione nel sistema difensivo pedecollinare progettato dai Canossa.
Nel XIII secolo fu occupato dal comune di Parma che però dovette combattere a lungo le signorie ed i vescovati vicini per manterlo. 
Nel 1247 la ghibellina Parma cadde nelle mani dei guelfi, ma Montecchio rimase fedele all'imperatore. Assunsero quindi il comando del castello i Vicedomini, che ne mantennero il possesso fino al 1348. Fu infatti in quell'anno che Tommasino Vicedomini uccise lo zio Gherardo dalle Olle, detto Gruetto, giureconsulto molto vicino al marchese provocandone l'indignazione come riporta anche il Chronicon Parmense. Nel 1317 Giberto III da Correggio lo distrusse e lo smantellò e nel 1348 Obizzo III d'Este lo cedette ai Visconti, che ne cacciarono i precedenti feudatari e v'imposero un loro vicario, fortificandolo ulteriormente.
Nel 1426 la rocca venne restaurata per mano di Agnolo della Pergola. Tra il 1440 ed il 1455 subì diversi interventi, così come sotto le successive dominazioni di Guido Torelli e degli Estensi, che nel 1486 occuparono definitivamente Montecchio.
Dal 1638 nel castello si insediò Luigi I d'Este, con il titolo di marchese di Montecchio. Sotto di lui la fortezza divenne oggetto di numerosi interventi, come la chiusura delle Fosse della Rocchetta, che cingevano il perimetro della struttura (1649).
Tra il 1813 ed il 1823 vennero edificati i portici, sul lato rivolto verso la piazza.

## Descrizione

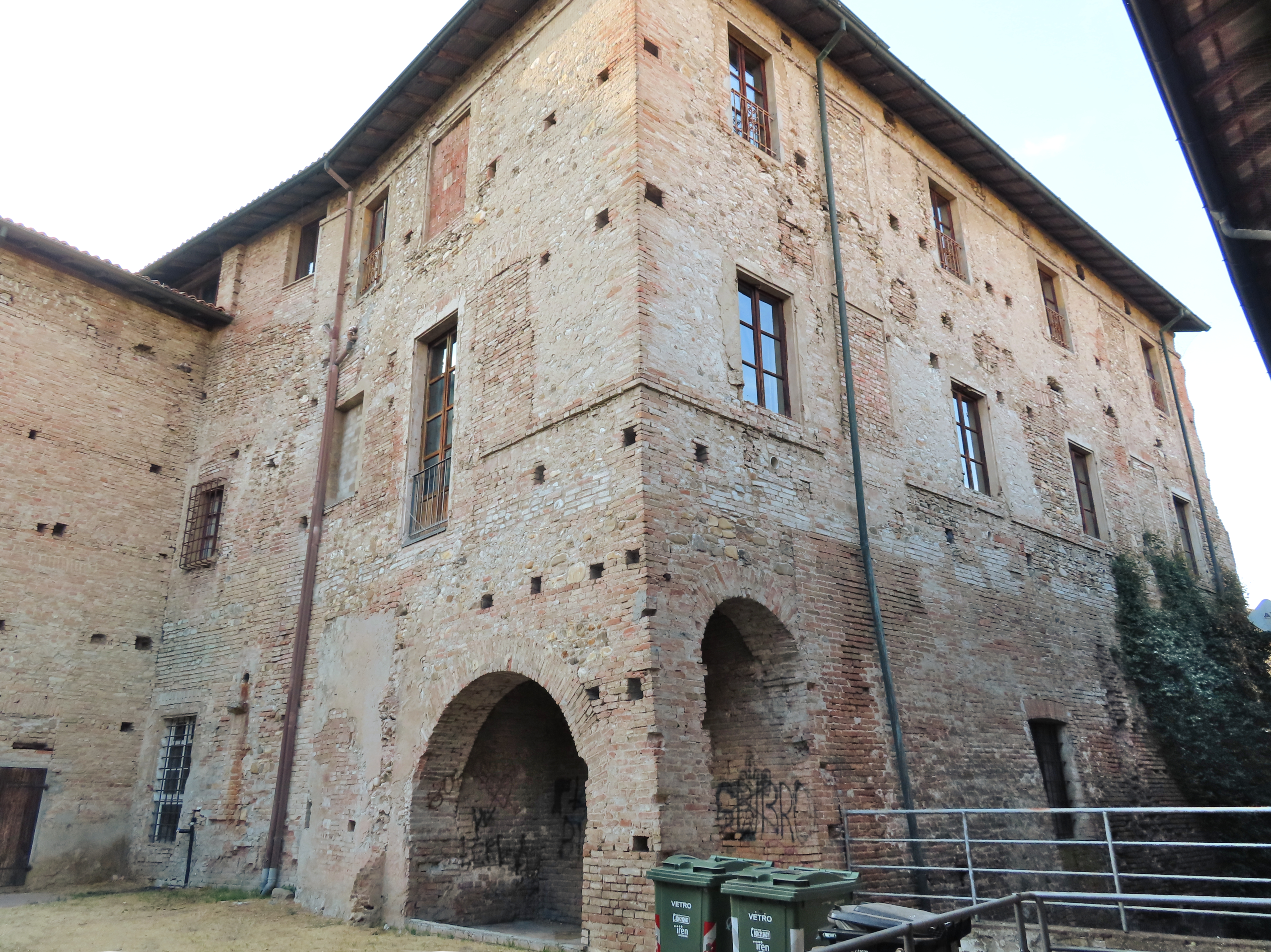
Lati sud ed est

Il castello delimita, dal lato ovest, il centro storico di Montecchio. Presenta una pianta quadriltera irregolare, frutto delle riparazioni che si sono susseguite nel corso dei secoli. La parte più antica, ossia quella dell'orologio, risale al periodo matildico. Entrambe le torri sono dotate di copertura e di un giro completo di merlatura.